# Pyrgomorpha granosa
Pyrgomorpha granosa is een rechtvleugelig insect uit de familie Pyrgomorphidae. De wetenschappelijke naam van deze soort is voor het eerst geldig gepubliceerd in 1876 door Stål.